# زاكاري
زاكاري (لويزيانا) (بالإنجليزية: Zachary, Louisiana)‏ هي مدينة تقع في الولايات المتحدة في لويزيانا. يقدر عدد سكانها بـ 11,275 نسمة .

## التركيبة السكانية
حدّد مكتب تعداد الولايات المتحدة بيانات التركيبة السكانية لزاكاري في تعداد الولايات المتحدة. في ما يلي، التركيبة السكانية حسب تعدادي 2000 و2010.

### تعداد عام 2000
بلغ عدد سكان زاكاري 11,275 نسمة بحسب تعداد عام 2000، وبلغ عدد الأسر 3,836 أسرة وعدد العائلات 3,066 عائلة مقيمة في المدينة. في حين سجلت الكثافة السكانية 166.4 نسمة لكل كيلومتر مربع (431.0/ميل2). وبلغ عدد الوحدات السكنية 4,076 وحدة بمتوسط كثافة قدره 60.2 لكل كيلومتر مربع (155.9/ميل2).
وتوزع التركيب العرقي للمدينة بنسبة 69.76% من البيض و28.72% من الأمريكيين الأفارقة و0.19% من الأمريكيين الأصليين و0.46% من الأمريكيين ذوي الأصول الآسيوية و0.32% من الأعراق الأخرى و0.55% من عرقين مختلطين أو أكثر و0.72% من الهسبانيون أو اللاتينيون من أي عرق.
بلغ عدد الأسر 3,836 أسرة كانت نسبة 48.3% منها لديها أطفال تحت سن الثامنة عشر تعيش معهم، وبلغت نسبة الأزواج القاطنين مع بعضهم البعض 60.2% من أصل المجموع الكلي للأسر، ونسبة 15.6% من الأسر كان لديها معيلات من الإناث دون وجود شريك،  بينما كانت نسبة 4.1% من الأسر لديها معيلون من الذكور دون وجود شريكة وكانت نسبة 20.1% من غير العائلات. تألفت نسبة 17.5% من أصل جميع الأسر من عدة أفراد يعيشون في نفس المنزل ونسبة 7.4% كانت تتألف من شخص يعيش بمفرده يبلغ من العمر 65 عاماً أو أكثر. وبلغ متوسط حجم الأسرة المعيشية 2.88، أما متوسط حجم العائلات فبلغ 3.26.
بلغ العمر الوسطي للسكان 34.5 عاماً. وكانت نسبة 30% من القاطنين تحت سن الثامنة عشر، وكانت نسبة 8.8% بين الثامنة عشر والرابعة والعشرين عاماً، ونسبة 29.5% كانت واقعةً في الفئة العمرية ما بين الخامسة والعشرين والرابعة والأربعين عاماً، ونسبة 20.7% كانت ما بين الخامسة والأربعين والرابعة والستين، ونسبة 9.1% كانت ضمن فئة الخامسة والستين عاماً فما فوق. يوجد لكل 100 أنثى 91.9 ذكر، ويوجد لكل 100 أنثى في الثامنة عشر من عمرها فما فوق 88.6 ذكر.
بلغ متوسط دخل الأسرة في المدينة 49,669 دولارًا، أما متوسط دخل العائلة فبلغ 57,389 دولارًا. وكان متوسط دخل الذكور 45,092 دولارًا مقابل 25,143 دولارًا للإناث. وسجل دخل الفرد الخاص بالمدينة 18,554 دولارًا. وكانت نسبة 6.9% من العائلات ونسبة 9.1% من السكان تحت خط الفقر، وكان من هؤلاء نسبة 12.8% تحت سن الثامنة عشر ونسبة 7.9% في الخامسة والستين من العمر وما فوق.

### تعداد عام 2010
بلغ عدد سكان زاكاري 14,960 نسمة بحسب تعداد عام 2010، وبلغ عدد الأسر 5,164 أسرة وعدد العائلات 4,067 عائلة مقيمة في المدينة. في حين سجلت الكثافة السكانية 220.8 نسمة لكل كيلومتر مربع (571.9/ميل2). وبلغ عدد الوحدات السكنية 5,407 وحدة بمتوسط كثافة قدره 79.8 لكل كيلومتر مربع (206.7/ميل2).
وتوزع التركيب العرقي للمدينة بنسبة 61.66% من البيض و35.42% من الأمريكيين الأفارقة و0.31% من الأمريكيين الأصليين و0.83% من الأمريكيين ذوي الأصول الآسيوية و0.01% من سكان جزر المحيط الهادئ و0.44% من الأعراق الأخرى و1.33% من عرقين مختلطين أو أكثر و1.48% من الهسبانيون أو اللاتينيون من أي عرق.
بلغ عدد الأسر 5,164 أسرة كانت نسبة 45.8% منها لديها أطفال تحت سن الثامنة عشر تعيش معهم، وبلغت نسبة الأزواج القاطنين مع بعضهم البعض 58.3% من أصل المجموع الكلي للأسر، ونسبة 15.7% من الأسر كان لديها معيلات من الإناث دون وجود شريك،  بينما كانت نسبة 4.7% من الأسر لديها معيلون من الذكور دون وجود شريكة وكانت نسبة 21.2% من غير العائلات. تألفت نسبة 18.5% من أصل جميع الأسر من عدة أفراد يعيشون في نفس المنزل ونسبة 7.4% كانت تتألف من شخص يعيش بمفرده يبلغ من العمر 65 عاماً أو أكثر. وبلغ متوسط حجم الأسرة المعيشية 2.86، أما متوسط حجم العائلات فبلغ 3.26.
بلغ العمر الوسطي للسكان 34.6 عاماً. وكانت نسبة 29.6% من القاطنين تحت سن الثامنة عشر، وكانت نسبة 7.9% بين الثامنة عشر والرابعة والعشرين عاماً، ونسبة 27.6% كانت واقعةً في الفئة العمرية ما بين الخامسة والعشرين والرابعة والأربعين عاماً، ونسبة 24.6% كانت ما بين الخامسة والأربعين والرابعة والستين، ونسبة 10.3% كانت ضمن فئة الخامسة والستين عاماً فما فوق. وتوزع التركيب الجنسي للسكان بنسبة 47.3% ذكور و52.7% إناث.

## أعلام
- جيم وليامز
- كدريك براون
- بوب أودوم
- ليونارد سكوت
- دونا دوغلاس
- ليو نوريس
- فرانك براين
- غوس يونغ